# Люїс Кулет
Люї́с Куле́т (кат. Lluís Colet, інше можливе написання — Люї́с Коле́т, фр. Louis Colet — Луї́ Коле́, нар. у Перпіньяні, Східні Піренеї, Франція у 1946 р.) — каталонець, що мешкає у департаменті Східні Піренеї у Франції (Північна Каталонія), який 17 січня 2009 р. зареєстрував рекорд у «Книзі рекордів Гінесса» з найдовшої за часом промови.
Люїс Кулет працює туристичним гідом у м. Перпіньян, зокрема у перпіньянському замку Кастальєт (кат. Castellet), він також є співробітником департаменту культурної спадщини Перпіньяна.
17 січня 2009 року Люїс Кулет зареєстрував рекорд з найдовшої промови: він говорив без перерви 124 години. Люїс Кулет вже реєстрував рекорди у «Книзі рекордів Гінесса»: він вже говорив без перерви 24 та 48 годин, але на момент запису чемпіоном було зареєстровано індійця Джаясімху Равіралу (англ. Jayasimha Ravirala) з 120 годинами безперервної розмови.
Люїс Кулет зареєстрував свій рекорд у ресторані залізничного вокзалу Перпіньяна, про який Сальвадор Далі казав, що той був «центром світу». Люїс Кулет читав тексти каталанською мовою, деякі фрагменти перекладав французькою. Здебільшого йшлося про теми з всесвітньої історії, культури Каталонії, про каталонські приказки, каталанську мову, північнокаталонські команди з регбі «Каталонські дракони» та «USAP», ФК «Барселону», швидкісний потяг у Перпіньяні тощо. Свій рекорд Люїс Кулет присвятив тим особам та організаціям, які працюють для відродження каталонської культури та каталанської мови в Північній Каталонії.